# Tamale Stadium

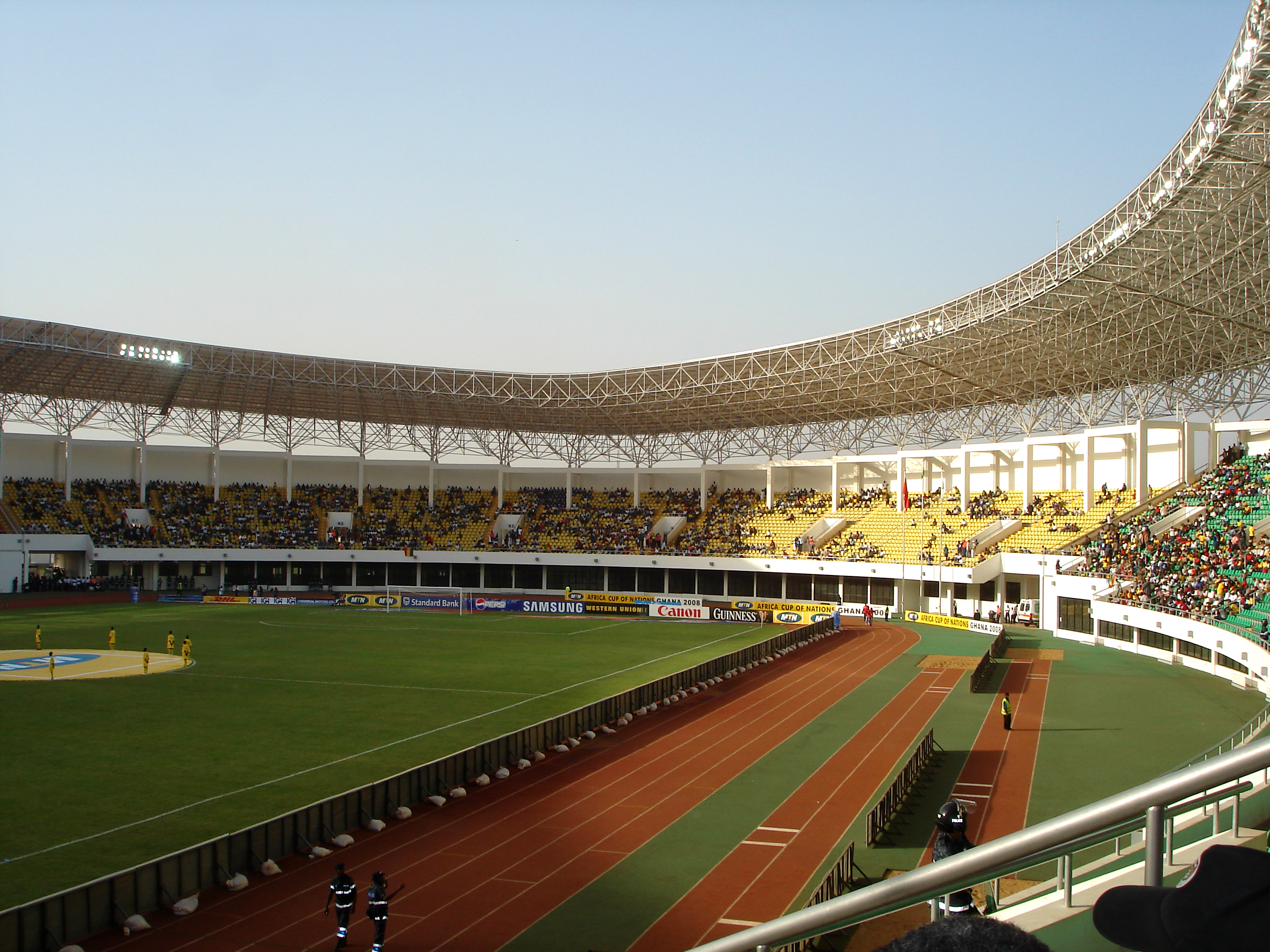
Stadion w 2008 roku.

Tamale Stadium jest stadionem piłkarskim w mieście Tamale w Ghanie. Na co dzień gra na nim klub Real Tamale United, był też jedną z aren Pucharu Narodów Afryki 2008. Stadion może pomieścić 20 017 widzów.